# جاكلين قوان
جاكلين قوان (بالإنجليزية: Jacqueline Guan) هي لاعبة كرة الريشة أسترالية، ولدت في 3 نوفمبر 1994 في ملبورن في أستراليا.

## وصلات خارجية
- جاكلين قوان على موقع BWF.tournamentsoftware.com (الإنجليزية)
- جاكلين قوان على موقع BWFbadminton.com (الإنجليزية)
- جاكلين قوان على موقع اتحاد ألعاب الكومنولث (مؤرشف) (الإنجليزية)
- جاكلين قوان على موقع دورة ألعاب الكومنولث 2014 (مؤرشف) (الإنجليزية)